# Liste der Monuments historiques in Saint-Antoine (Doubs)
Die Liste der Monuments historiques in Saint-Antoine führt die Monuments historiques in der französischen Gemeinde Saint-Antoine auf.

## Liste der Objekte
| Bezeichnung                   | Beschreibung | Standort                        | Kennzeichnung | Schutzstatus | Datum | Bild |
| ----------------------------- | --- | ------------------------------- | ------------- | ------------ | ----- | ---- |
| Hauptaltar                    | Altartisch, Tabernakel und Retabel; Holz, farbig gefasst und vergoldet, 17. Jahrhundert                          | in der Kirche St-Antoine (Lage) | PM25001291    | Classé       | 1932  |      |
| Taufbecken                    | mit Gemälde; Holz, Ölfarbe auf Leinwand, 17. Jahrhundert                                                         | in der Kirche St-Antoine (Lage) | PM25001292    | Classé       | 1932  |      |
| Antoniusaltar                 | rechter Seitenaltar; Retabel, Skulptur und Reliquienschrein; Holz, farbig gefasst und vergoldet, 17. Jahrhundert | in der Kirche St-Antoine (Lage) | PM25001293    | Classé       | 1983  |      |
| Kelch                         | Silber, vergoldet, bezeichnet 1730, Goldschmied Simon Arbilleur                                                  | in der Kirche St-Antoine (Lage) | PM25001294    | Classé       | 1984  |      |
| Tablett mit zwei Messkännchen | Silber, vergoldet, Anfang des 19. Jahrhunderts                                                                   | in der Kirche St-Antoine (Lage) | PM25001295    | Classé       | 1984  |      |